# Ivan Katajev

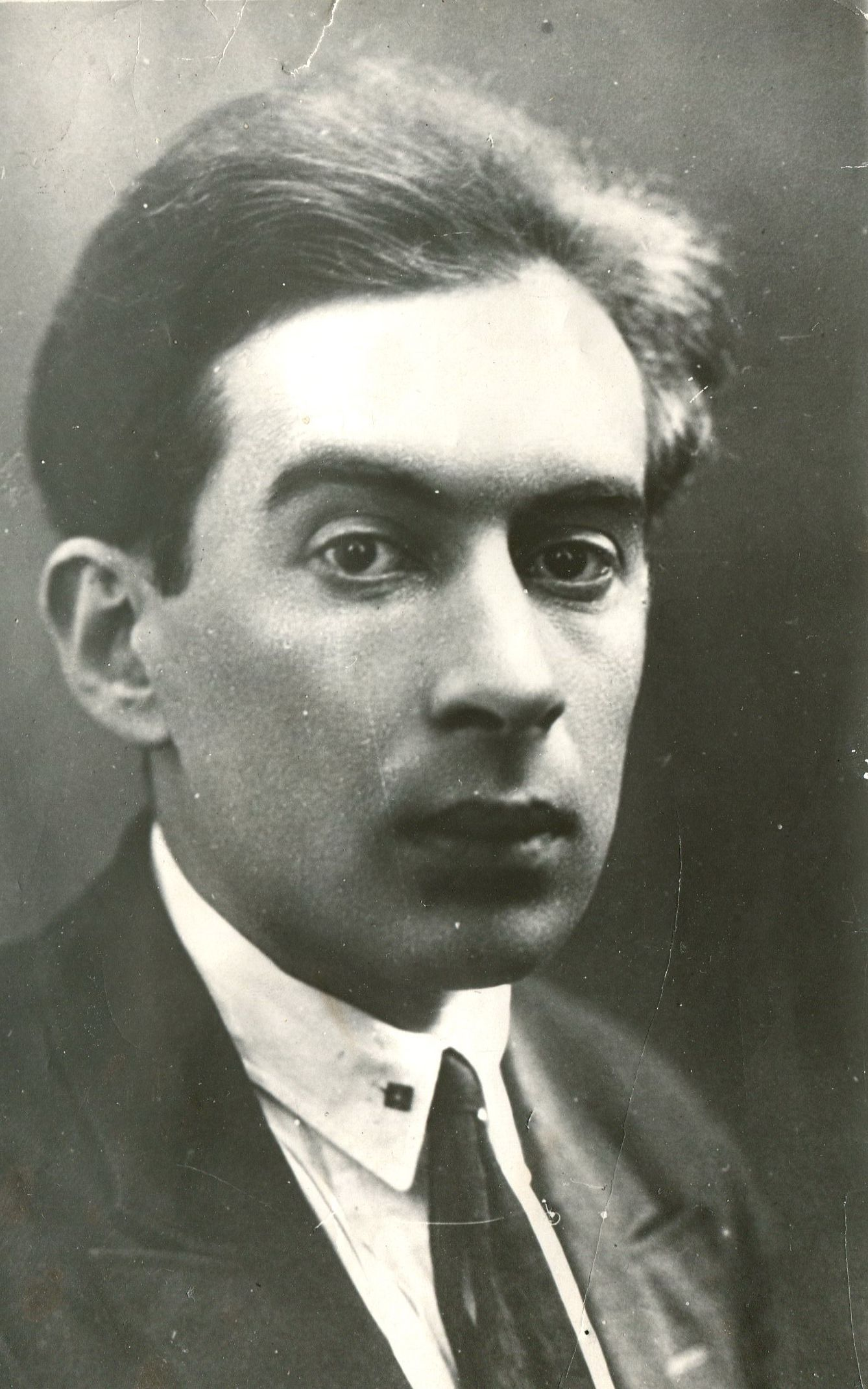
Ivan Katajev

Ivan Ivanovitsj Katajev (Russisch: Иван Иванович Катаев; Moskou 14 maart 1902 - Moskou 19 augustus 1937) was een Russisch schrijver.

## Leven en werk
Katajev werd geboren in Moskou. Hij vocht tijdens de Russische Burgeroorlog met het rode leger tegen de troepen van Anton Denikin en studeerde economie aan de Universiteit van Moskou.
Na eerst een periode lid te zijn geweest van de RAPP voegde Katajev zich in 1926 bij de literaire groepering Pereval, opgericht door Aleksandr Voronski. Van 1928 tot aan haar gedwongen opheffing in 1932 was hij er de leider van. Pereval pleitte voor kwaliteit in de literatuur en protesteerde tegen het vulgarisme en simplisme van veel proletarische schrijvers uit die tijd (proletkoelt). 
Katajev schreef weinig en moeizaam, hoofdzakelijk korter werk en essays. Alhoewel hij niet tegen de 'sociale opdracht' in de literatuur was, opteerde hij duidelijk voor de 'ontluistering' in plaats van de verfraaiing van de werkelijkheid. Het meest bekend werd hij opvallend genoeg door zijn wel weer positieve novelle Melk (Russisch: Молоко, 1930, in Nederland verschenen als onderdeel van de reeks Russische Miniaturen). Melk is een soort lofzang op het individuele beginsel van de boer-filosoof, maar kwam uit op een ogenblik dat de Bolsjewieken net begonnen waren de Russische boeren als klasse (en daarmee hun eeuwenoude agrarische cultuur) gewelddadig te vernietigen. Melk werd fel bekritiseerd door de officiële kritiek, ook omdat Katajev erin het religieus denken zou propageren. Hij kreeg uiteindelijk nog respijt tot 1937, waarna hij werd gearresteerd en in een kamp terechtkwam. In 1939 werd hij geëxecuteerd als 'vijand van het volk'. In 1956, tijdens de 'dooi' van Chroesjtsjov, werd hij gerehabiliteerd.